# Esfuerzo normal
El esfuerzo normal (esfuerzo axil o axial) es el esfuerzo interno o resultante de las tensiones perpendiculares (normales) a la sección transversal de un prisma mecánico.
Este tipo de solicitación formado por tensiones paralelas está directamente asociado a la tensión normal.

## Definición
Dada una sección transversal al eje longitudinal de una vigas o pilar el esfuerzo normal es la fuerza resultante de las tensiones normales que actúan sobre dicha superficie.
Si consideramos un sistema de coordenadas cartesianas en que el eje X esté alineado con el eje recto de la viga, y los ejes Y y Z estén alineados con las direcciones principales de inercia de la sección el tensor de tensiones ([T]xyz) y el esfuerzo normal (Nx) vienen dados por:

{\displaystyle [T]_{xyz}={\begin{bmatrix}\sigma _{x}&\tau _{y}&\tau _{z}\\\tau _{y}&0&0\\\tau _{z}&0&0\end{bmatrix}},\qquad N_{x}(x)=\int _{\Sigma }\sigma _{x}(x){\text{d}}y{\text{d}}z\,}

## Dimensionado de piezas
El dimensionado de piezas mecánicas de sección constante, usualmente vigas, pilares, barras, ejes y similares sometidos a esfuerzos normales se refiere al cálculo de la sección transversal mínima para asegurar que dicho elemento tiene una resistencia adecuada frente a los esfuerzos normales actuantes en la pieza. El dimensionado es totalmente diferente si la pieza está traccionada o comprimida.
El dimensionado de piezas sometidas en todas sus secciones a esfuerzos normales de tracción es muy simple y se reduce a asegurar que el área transversal sea suficientemente grande para que las tensiones se repartan sobre un área suficientemente grande. En este caso, usualmente se emplea la fórmula para el área mínima dada por el principio de Saint-Venant:

{\displaystyle A_{min}\geq {\frac {N_{x}}{\sigma _{adm}}}}

Donde:
{\displaystyle A_{min}\,} es el área mínima de la sección crítica o sección con mayores tensiones.
{\displaystyle N_{x}\,} es el esfuerzo normal sobre la sección crítica.
{\displaystyle \sigma _{adm}\,} es la tensión admisible requerida para un diseño seguro, que dependerá tanto del material de la pieza como del nivel de seguridad requerido.
En el caso de piezas sometidas a esfuerzos normales de compresión el área mínima es substancialmente mayor ya que en ese caso debe tenerse en cuenta los efectos del pandeo, que obligan a considerar secciones mucho más grandes:

{\displaystyle A_{min}\geq {\frac {N_{x}}{\sigma _{adm}}}\left(1+{\frac {|e_{y}y_{\max }|}{i_{z}^{2}}}+{\frac {|e_{z}z_{\max }|}{i_{y}^{2}}}\right)\approx {\frac {N_{x}}{\sigma _{adm}\chi }}\geq {\frac {N_{x}}{\sigma _{adm}}}}

Donde:
{\displaystyle e_{y},e_{z}} son las excentricidades adquiridas por efecto de la curvatura asociada a un efecto de inestabilidad elástica, estos coeficientes se han determinado experimentalmente para un gran número de situaciones y en ellos se basan los códigos de cálculo de diferentes países,
{\displaystyle (y_{\max },z_{\max })} son las coordenadas del punto de la sección transversal de un prisma mecánico donde se alncanzan la mayores tensiones (con la forma de la sección y con la excentricidad es sencillo determinarlos).
{\displaystyle i_{y},i_{z}} son los radios de giro seccionales, que dependen de la forma de la sección transversal.
{\displaystyle \chi <1} es el coeficiente de pandeo del eurocódigo, el CTE y otras instrucciones ingenieriles para el cálculo de estructuras resistentes.